# Robocraft
Robocraft je akční videohra, kterou vyvinula a vydala společnost Freejam Games. Hra se odehrává na několika planetách, kde hráči konstruují roboty, aby se spolu utkali ve vzájemném souboji. Hru charakterizují obsáhlé garáže, ve kterých si hráči mohou vytvářet různá funkční vozidla ze součástek založených na blocích, jako jsou kostky a kola, spolu se zbraněmi, které mohou být použity v souboji. První alfa byla vydána v březnu 2013 a získala přes 300,000 hráčů během následujícího roku. Hra byla oficiálně vydána 24. srpna 2017.